# Platambus flavovittatus
Platambus flavovittatus är en skalbaggsart som först beskrevs av Helen K. Larson och Wolfe 1998.  Platambus flavovittatus ingår i släktet Platambus och familjen dykare. Inga underarter finns listade i Catalogue of Life.